# Лупалов, Вячеслав Иванович
Вячесла́в Ива́нович Лупа́лов (укр. В'ячеслав Іванович Лупалов; род. 25 сентября 1946 года, Малая Виска, Кировоградская область, Украинская ССР) — украинский оперный певец (баритон). Народный артист Украины (1993).

## Биография
В 1966—1968 гг. брал частные уроки в Москве у педагога Анатолия Козачука. В 1970—1972 гг. — солист хоровой капеллы имени Л. Ревуцкого. С 1975 года — солист Национальной оперы Украины. Обладает голосом полного диапазона, бархатным тембром.
Гастролировал в Австрии, Бельгии, Венгрии, Германии, Дании, Канаде, Нидерландах, Франции, Швейцарии.

## Партии
- Николай («Наталка Полтавка», Н. Лысенко);
- Остап («Тарас Бульба», Н. Лысенко);
- Томский («Пиковая дама», П. Чайковский);
- Грязной («Царская невеста», Н. Римский-Корсаков);
- Скарпиа («Тоска», Дж. Пуччини);
- Фигаро («Севильский цирюльник», Дж. Россини);
- Альфио («Сельская честь», П. Масканьи);
- Тонио («Паяцы», Р. Леонкавалло);
- Мазепа («Мазепа», П. Чайковский);
- Князь Игорь («Князь Игорь», А. Бородин) и др[1].